# Heterischnus tereshkini
Heterischnus tereshkini är en stekelart som beskrevs av Diller 1995. Heterischnus tereshkini ingår i släktet Heterischnus och familjen brokparasitsteklar. Inga underarter finns listade i Catalogue of Life.